# Gobernación de Jersón
La gobernación de Jersón, situada en la costa septentrional del mar Negro, fue una gubernia del Imperio ruso. Se creó el 8 de octubre de 1802, después de división de la gobernación de Nueva Rusia en tres gubernias nuevas. Por decreto del Senado ruso, su centro administrativo fue trasladado de Mykoláiv a Jersón. La gobernación tenía seis uyézds (distritos), con 18 ciudades, incluso Mykoláiv y Odesa.

## Correspondencia con la actualidad

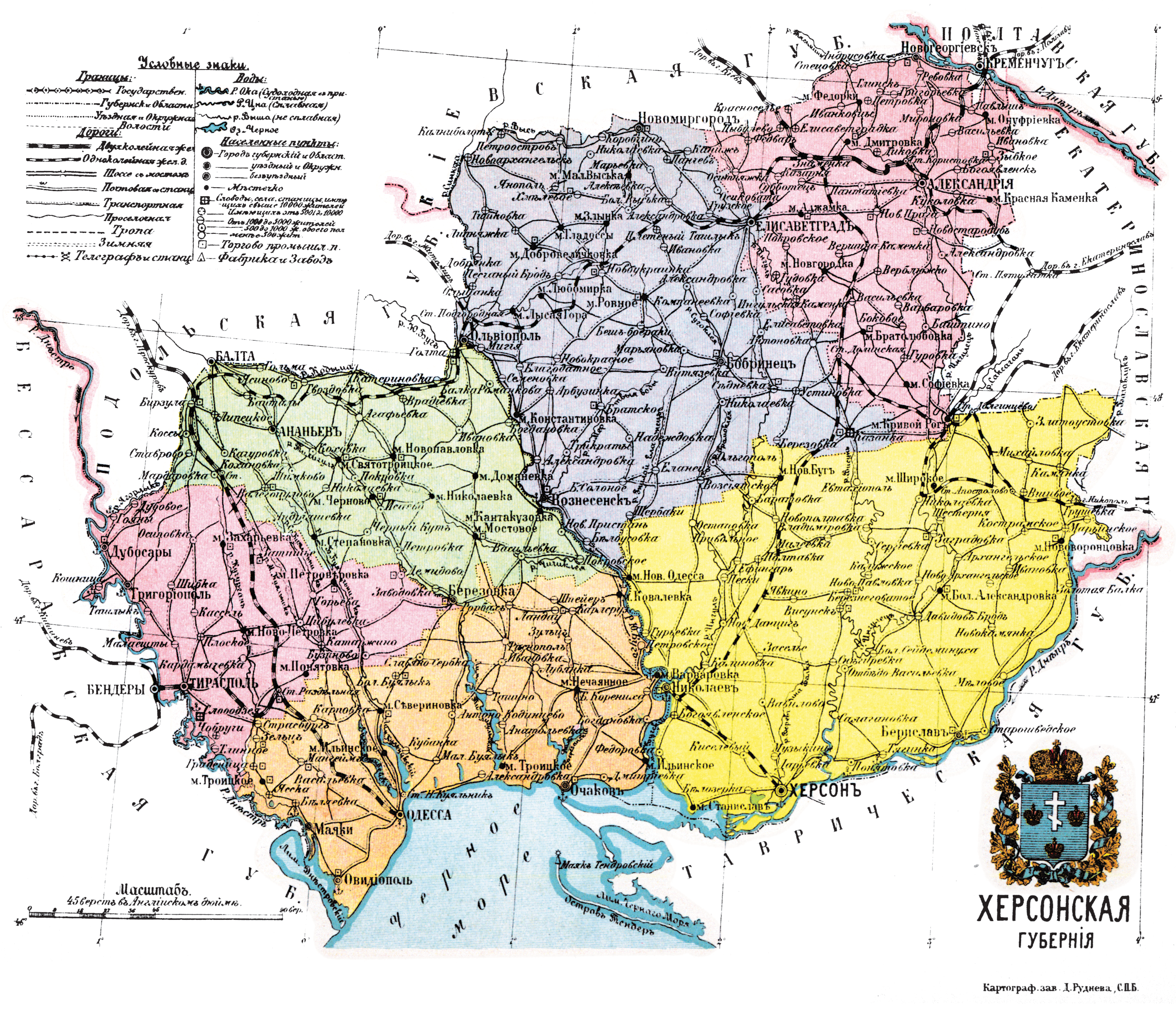
Divisiones de la gobernación de Jersón.

La gobernación comprendía totalmente o grandes porciones de las óblast actuales de:
- Óblast de Jersón, cuya capital es Jersón, capital también de la gobernación.
- Óblast de Mykoláiv, cuya capital es Mykoláiv.
- Óblast de Odesa, cuya capital es Odesa.
- Óblast de Kirovogrado, cuya capital es Kropyvnytsky.

## Subdivisiones en uyezd
Los uyezd en los que se divide la gobernación de Jersón en las disposiciones de 1803 eran:
- Uyezd de Oleksandría (Олександрійський).
- Uyezd de Anániv (Ананьївський).
- Uyezd de Elizavetgrad (Єлисаветградський).
- Uyezd de Odesa (Одеський).
- Uyezd de Tiráspol (Тираспольський).
- Uyezd de Jersón (Херсонський).